# Дашутін Григорій Петрович
Дашутін Григорій Петрович — проросійський політик.
Народився 9 квітня 1963 р в с. Тарасівка Великописарівського району Сумської області.

## Біографія
Народився 9 квітня 1963 року в селі Тарасівка Великописарівського району Сумської області. Одружений, має доньку й сина. 

### Освіта
У 1985 році закінчив Сумський державний педагогічний інститут, а в 1999 році - Українську академію банківської справи.  

### Кар'єра
У 1984 – 1987 роках працював учителем хімії та біології Печинської восьмирічної школи, виконував обов’язки заступника директора Нижньосироватського навчально-виробничого міжшкільного комбінату Сумського району Сумської області.
Протягом 1987 – 1994 років служив у армії, перебував на комсомольській роботі, обіймав посаду директора Сумської обласної станції юних техніків, працював у обласному управлінні побутового обслуговування населення, був заступником генерального директора СП «Демпург». У 1994 – 1997 рр. – президент СП «Укртехносинтез».
З 1998 року – почесний президент концерну «Укрросметал», який став провідною промисловою компанією, що об’єднує сімнадцять підприємств, знаних, передусім, у галузі компресорного та енергетичного машинобудування, а також капітального будівництва, транспортних перевезень, інформаційних технологій та інших. Створення інноваційної техніки, впровадження найсучасніших технологій у виробництво, розвиток наукового потенціалу, постійне розширення географії ділового співробітництва – все це незмінно зміцнює позиції концерну, як провідного вітчизняного виробника високоефективного компресорного та енергетичного обладнання практично для всіх промислових галузей.
З 2005 року – президент Сумської обласної асоціації промисловців та підприємців, з 2010 – голова Ради директорів промислових підприємств при Сумській обласній державній адміністрації.
Визнаний меценат, відомий своєю багаторічною доброчинною діяльністю, ініціатор створення Сумського обласного благодійного фонду «Благовіст», який втілює цілу низку проєктів допомоги закладам освіти, культури, медицини, багатьом незахищеним категоріям населення.
З 2011 року обраний президентом Всеукраїнської громадської молодіжної організації «Українська асоціація Карате Госоку Рю Будо».

## Політична діяльність
З березня 1998 по квітень 2002 — Народний депутат України 3-го скликання.
З квітня 2002 по березень 2005 — Народний депутат України 4-го скликання, обраний по виборчому округу № 162
Сумська область.
Займаючись законотворчою діяльністю, працював головою підкомітету Верховної Ради з питань екології, техногенної безпеки та надзвичайних ситуацій, першим заступником голови комітету ВР у справах пенсіонерів, ветеранів та інвалідів, активно опікувався питаннями соціального захисту, державного будівництва та місцевого самоврядування, автор та співавтор законопроєктів, що стосуються енергозбереження.

## Членство у фракціях
- Фракція «Єдина Україна» 15.05.2002 — 20.06.2002
- Фракція політичних партій Промисловців і підприємців України та «Трудова Україна» 20.06.2002 — 21.04.2004
- Фракція політичної партії «Трудова Україна» 21.04.2004 — 29.12.2004
- Фракція «Трудова Україна» та Народно-демократичної партії 23.12.2004 — 01.02.2005
- Фракція Народно-демократичної партії та групи «Республіка» 01.02.2005 — 03.02.2005
- Група «Воля народу» 03.02.2005 — 25.03.2005
- Фракція «Партії промисловців і підприємців України» 25.03.2005 — 05.04.2005
- Фракція Соціалістичної партії України 05.04.2005 — 25.05.2006

## Звання та нагороди
- Доктор політичних наук.
- Нагороджений орденом святого Рівноапостольного князя Володимира Великого.
- Орденом «За трудові досягнення» IV ступеня.
- Орденом «За заслуги» III ступеня.

## Кримінальне переслідування
У червні 2023 року співробітники Державного бюро розслідувань затримали Дашутіна і оголосили йому підозру у створенні злочинної організації (частини 1, 2 ст. 255 Кримінального кодексу) і пособництві державі-агресору (стаття 111-2). Це відбулося після того як стало відомо що його компанія з 2014-го року забезпечувала продукцією військово-промисловий комплекс рф та продовжила постачання після повномасштабного вторгнення 24 лютого 2022 року.
Син Артем та донька Вікторія разом із матір’ю та дружиною екснардепа Раїсою володіють численними компаніями у сферах нерухомості, виробництва електроенергії та приладобудування. Основним активом групи компаній сім'ї є концерн «Нікмас» – багатопрофільна інжинірингова інноваційно-промислова компанія, що об'єднує низку підприємств, які займаються виробництвом обладнання для промисловості та енергетики, запасних частин до нього та обслуговування цієї техніки.
За матеріалами кримінального провадження, до великої війни основним ринком збуту «Полтавського трубомеханічного заводу» і «ВНДІКомпресормашу», що належить Дашутіним, були підприємства на території РФ та Білорусі. З початку вторгнення, підприємства екснардепа поставили до РФ комплектуючих щонайменше на понад 160 млн грн, підрахувало слідство. 

## Сім'я
- Дружина Раїса
- Син Артем
- Дочка Вікторія, дружина Міністра молоді та спорту України Матвія Бідного.